# Мария Ханкел
Мария Ханкел (на немски: Marie Hankel; 2 февруари 1844, Шверин – 15 декември 1929, Дрезден) е първата поетеса на есперанто..

## Биография
Мария Ханкел изучава есперанто на 61-годишна възраст, след което активно се включва в движението. През 1908 г. става съорганизатор на Световния конгрес на есперантистите в Дрезден. През 1909 г. е наградена с първа награда за стихотворението „Символът на любовта“ (La simbolo de l'amo) на литературния конкурс в рамките на следващия Световен конгрес на есперантистите в Барселона. След това, в допълнение към литературната си дейност, Ханкел ръководи Дрезденския есперантистки клуб до смъртта си. През 1911 г. тя организира Съюз на писателите-есперантисти, и е неговия първи председател.

## Творчество
В стиховете си Ханкел изразява идеалистическите тенденции на предвоенния есперантизъм. Основната колекция от нейните творби е сборника стихотворения и разкази „Песъчинки“ (Sableroj, 1911).